# Żan Safian
Żan Aszotowicz Safian (ros. Жан Ашотович Сафян ; ur. 27 grudnia 1985) – białoruski zapaśnik startujący w stylu wolnym. Zajął dwunaste miejsce na igrzyskach europejskich w 2015. Piąty w Pucharze Świata z 2015 roku.